# حقوق بازنشستگی در فرانسه
حقوق بازنشستگی در فرانسه،  به پنج بخش عمده تقسیم می‌شود.
- حداقل مستمری غیر مشارکتی
- پرداخت اجباری مستمری دولتی (رکن اول)
- تأمین مستمری اجباری شغلی (رکن دوم)
- تأمین داوطلبانه مستمری جمعی خصوصی (رکن سوم)
- تأمین داوطلبانه مستمری انفرادی خصوصی (رکن سوم).[۲]

### شرایط مستمری
چند شرط برای دریافت این مستمری وجود دارد:
- گیرنده باید بتواند ثابت کند که به‌طور منظم در فرانسه اقامت دارد. اگر آنها یک تبعه خارجی هستند، باید شرایط اضافی را نیز رعایت کنند.
- ذینفع باید حداقل ۶۵ سال سن داشته باشد (به استثنای موارد خاص که این معیار به حداقل سن قانونی بازنشستگی کاهش می‌یابد).[۳]